# Triraphaspis trilobis
Triraphaspis trilobis är en insektsart som beskrevs av Mamet 1957. Triraphaspis trilobis ingår i släktet Triraphaspis och familjen pansarsköldlöss.
Artens utbredningsområde är Réunion. Inga underarter finns listade i Catalogue of Life.